# Šárka (Fibich)

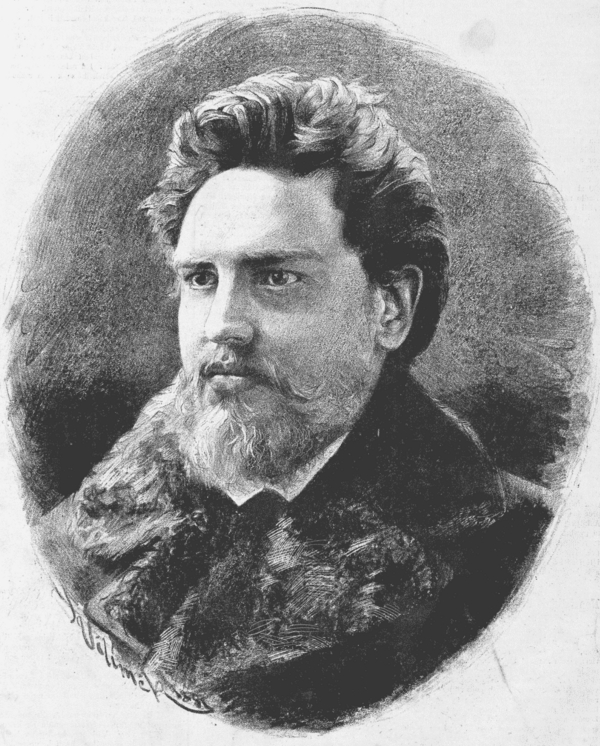
Jan Vilímek - Zdeněk Fibich HL

Šárka (Op. 51) je opera (zpěvohra) o třech jednáních českého skladatele Zdeňka Fibicha na libreto české překladatelky a kritičky Anežky Schulzové na námět staročeské pověsti. Poprvé byla provedena dne 28. prosince 1897 v Národním divadle v Praze. Jde o nejznámější a nejhranější Fibichovo hudebně-dramatické dílo.

## Vznik a historie díla
Šárka je druhá z oper vzniklých spoluprací Anežky Schulzové a Zdeňka Fibicha a současně třetí opera Fibichovy „lyrické“ nebo též „erotické trilogie“ po Bouři (1893–94) a Hedy (1894–95). Tyto tři opery vznikly v rychlém sledu a Fibich začal komponovat Šárku ještě před premiérou Hedy (12. února 1896). Pohnutkou ke vzniku Šárky byla nejspíše soutěž na novou operu, kterou vyhlásil správní výbor Družstva Národního divadla v listopadu 1895 se lhůtou do konce dubna 1897 a s podmínkou, že látky k pracím přihlášeným do soutěže „musí býti bezpodmínečně vzaty ze život českého a sice buď nynějšího nebo historického“. Znamenalo to jisté, patrně okolnostmi vynucené přeorientování Fibichovy tvorby, která byla od poloviny 70. let 19. století (opera Blaník) inspirována především „světovými“ tématy (antika, Schiller, Byron, Shakespeare). V návaznosti na kompozici Šárky se však Fibich zaobíral i jinými tématy z české historie: složil například scénickou hudbou k historickému dramatu Julia Zeyera Neklan (1896) a následně i předehru Oldřich a Božena (1898), pozůstatek plánované opery.
Téma dívčí války v té době v očích veřejnosti připomenulo zejména první vydání Jiráskových Starých pověstí českých roku 1894. Z předchozích zpracování látky lze připomenout Zeyerův básnický cyklus Vyšehrad (1880), na základě kterého básník vytvořil i libreto Šárka původně určené pro Antonína Dvořáka, nebo libreto Vlasty skon z roku 1885, které jeho autor Karel Pippich nabízel ke zhudebnění (vedle Smetany a Dvořáka) Fibichovi, dokonce s věnováním, ale které skladatel tehdy odmítl (nakonec je zhudebnil Otakar Ostrčil).
K rozhodnutí napsat operu na téma Šárky dospěli Schulzová a Fibich zřejmě již v prosinci roku 1895 a autorka vytvořila libreto – v němž se opírala především o čtyřdílnou epickou báseň Šárka Jaroslava Vrchlického z roku 1874 – velmi rychle tak, aby Fibich mohl již 21. ledna 1896 začít s kompozicí. Instrumentaci pak začal v červenci a věnoval jí většinu dovolené v alpském Attersee, již 16. července až 31. srpna 1896 strávil s Anežkou Schulzovou a její rodinou. Podle zachovalé korespondence se na instrumentaci podílela i samotná Anežka, která ostatně byla Fibichovou žačkou v kompozici a vypracovávala i klavírní výtahy z jeho děl. Celou partituru dokončil 10. března 1897, těsně před dubnovou uzávěrkou soutěže. Doba kompozice Šárky se tedy časově shoduje se stabilizací a definitivním řešením vztahu mezi skladatelem a jeho libretistkou. jak svědčí zmíněná dovolená, trávil Fibich mnoho času mimo svou rodinu. V září roku 1897 ji pak definitivně opustil a požádal manželku o rozvod, ke kterému však do konce jeho života nedošlo.
Svou nejslavnější operu Fibich komponoval s přesným určením pro Národní divadlo, pro české obecenstvo a pro soutěž, o niž měl zájem z prestižního i finančního hlediska. Za svého vážného konkurenta považoval pouze Antonína Dvořáka, který však konkurs neobeslal, zato se jí účastnili Karel Kovařovic s Psohlavci a Josef Bohuslav Foerster s Evou a Fibich byl velmi zklamán, když první cena připadla jeho žáku Kovařovicovi. Přičítal část viny Otakaru Hostinskému, který se ze soukromých důvodů vzdal členství v porotě, což zapříčinilo delší roztržku mezi nimi.
Premiéra Šárky v pražském Národním divadla se konala 28. prosince 1897 a dílo bylo bezvýhradně přijato obecenstvem i kritikou, slovy Ladislava Dolanského „s nepopiratelnou srdečností“. I Fibichovi trvale naklonění kritici vyzdvihovali národní prvek (Emanuel Chvála v Politik: „Šárka jest české národní umělecké dílo a stojí svým lidovým svérázem nade všemi dosavadními hudebně-dramatickými výtvory Fibichovými.“), tím spíše ji vítali kritikové, kteří skladateli dosud vytýkali kosmopolitismus a wagnerismus (Karel Knittl: „«Fibich je náš», můžeme nyní plným právem zvolati.“). Naplnil se tak Fibichův záměr, jak jej popsal psal svému nakladateli F. A. Urbánkovi 11. srpna 1896: Dle mého náhledu bude Šárka pravou národní operou, jež má upevniti mé místo jakožto českého skladatele. Ani tato Fibichova opera se nevyhnula satirickým šlehům např. v Humoristických listech, ty si však braly na mušku především zjevnou proemancipační tendenci příběhu.
Šárka se za Fibichova života hrála devatenáctkrát, tedy byla jednoznačně úspěšnější než všechny jeho dřívější opery, které ostatně vytlačila z repertoáru. Byla také první Fibichovou operou, která se vyrazila mimo Prahu, i když prozatím jen do skromného českého divadla v Brně.
Klavírní výtah opery vydal roku 1897 F. A. Urbánek, o rok později bylo vydáno i libreto. Partituru a hlasy vydalo později nakladatelství Dilia.
Opera Šárka Leoše Janáčka vznikla ještě před Fibichovou Šárkou, a to na libreto Julia Zeyera. Zeyer však nedal Janáčkovi souhlas k použití libreta a tato opera měla premiéru až mnohem později, roku 1925.

## Charakteristika díla
Volbou tématu Šárky se Schulzová a Fibich vystavili dvěma základním problémům a výzvám. Především se jednalo o téma smetanovské. Opera dějově a chronologicky přímo navazuje na Smetanovu Libuši, rozvíjí téma zpracované Smetanou ve třetí symfonické básni z cyklu Má vlast, Eliška Krásnohorská nabízela operní zpracování Šárky Smetanovi ještě roku 1882. Právě problém srovnání se Smetanou vedl Antonína Dvořáka k odmítnutí Zeyerova libreta Šárky stejně jako Fibicha k dřívějšímu odmítnutí Pippichova libreta Vlasty skon. Vedle toho bylo obtížné zpracovat téma dívčí války a „českých Amazonek“, aniž by byl výsledek ihned srovnáván s valkýrami z Wagnerova Prstenu Nibelungova. Fibich si byl obojího nebezpečí vědom a zřejmě proto škrtl již hotové zhudebnění věštby Šárky a vzpomínání Vlasty v 1. dějství, které se příliš přibližovalo těmto vzorům. Přesto měl koncem 90. let 19. století již dostatek sebevědomí, aby se látky chopil.
Anežka Schulzová se při tvorbě libreta poučila z kritik Hedy: nenachází se zde balet, vynechala původně plánovanou svatební scénu. Vycházela zejména z básně svého učitele Vrchlického, z něhož přebírala přímo některé verše. Vrchlického pojetí legendárního příběhu s důrazem na erotickou stránku se shodovalo se záměry a akcenty obou autorů opera. Základem zveršování byl nerýmovaný pětistopý trochej, což byla forma, kterou Fibich preferoval proti rýmům i proti prosté próze. Jedná se o nejlepší literární práci Schulzové jak na úrovni jazyka, který je bohatý, zvukomalebný a citlivě rozlišený podle postav a situací, tak z hlediska dramatického. Scény se střídají se značným divadelním účinkem; příkladem může být ve druhém dějství zarámování ústřední milostné scény živými a bojovnými ženskými sbory, ve třetím dějství pak kontrast první scény se sólovým ženským hlasem na pozadí mužského sboru (Šárka a Přemyslova družina) a druhé scény se sólovým mužským hlasem na pozadí ženského sboru (Ctirad a Vlastina družina). Příběh známý z různých zpracování přizpůsobila libretistka svému a skladatelově založení a záměru a doplnila další prvky, zejména samotný motiv zamilování Šárky do Ctirada a její následné zrady na ženách (což odůvodňuje i změnu tragického závěru, kdy oproti pověsti Ctirad zůstává naživu a umírá Šárka). Hlavní hrdinové jsou zřejmou autostylizací autorů opery, Karel Mlejnek hovoří o „povahové nespoutanosti impulzivní Šárky a mužném zjevu Ctiradově“. Tím, že se vášnivá Šárky stala zosobněním bojovnice, se navíc změnila interpretace Vlasty, kterou všechny starší prameny tradičně představovaly jako bojovnou fanatičku (ještě i Pippichův a Ostrčilův Vlasty skon). U Schulzové je Vlasta zosobněním důstojnosti a práva, její požadavky přednášené Přemyslovi před obřadem za zemřelou Libuši vyjadřují v podstatě dobový ženský emancipační program.
Pro autory i pro první obecenstvo byl nejzjevnější tematický i hudební vztah Šárky s Libuší; Anna Hostomská hovoří v tomto smyslu o Fibichově „těsném přimknutí ke Smetanovi“. Jedinou jednající postavou, která obě opery spojuje, je kníže Přemysl. Jeho textová i hudební charakteristika nejvíce navazuje na Libuši, přesto není centrální postavou. Libretistka ztotožňuje Šárku a Vlastu s bezejmennými děvami třímajícími „meč kárající“ a „desky pravodatné“ v soudní scéně ze Smetanovy opery a samotná kněžna Libuše je zpřítomněna výslovným hudebním citátem v okamžiku, kdy na ni Přemysl a Vlasta (kterou J. Jiránek rovněž považuje za „smetanovskou postavu“) vzpomínají v prvním dějství. Mezi oběma operami jsou však i zásadní rozdíly. Zatímco v Libuši je základní politické, národní téma, je představována slavná historie národa a milostná zápletka je jen epizodická, spočívá těžiště Šárky v subjektivním milostném vztahu titulní hrdinky a Ctirada, společenská výpověď je, až na emancipační motiv, výrazně vedlejší. Zcela mimo svět Libuše je pak místy převládající dekadentní atmosféra Šárky, pesimismus libreta přecházející až v náznaky nihilismu, kontrast "extaticky prožívané pohlavnosti" s bojem a násilím. I „barbarské“ tajemné rituály v Šárce mají málo společného s důstojnými a patetickými obřady v Libuši.
Smetanovým prostřednictvím i přímo poukazuje Šárka také k Richardu Wagnerovi. Celé téma ženských bojovnic bývá spojováno s valkýrami a zejména začátek 2. dějství stavebně velmi připomíná začátek 3. dějství Valkýry, Šárka je považována za českou Brünnhildu a její duet se Ctiradem ve 2. dějství je srovnáván s duetem Siegmunda a Sieglindy v 1. dějství zmíněné Wagnerovy opery. Týž duet však hlavním tématem změny vzájemné vášnivé nenávisti ve vášnivou lásku připomíná též duet hlavních hrdinů z 1. dějství Tristana a Isoldy. „Nekonečnou melodii“ Šárky provazuje řada příznačných motivů spojených s jednotlivými postavami (včetně mrtvé Libuše) i koncepty (boj, Přemyslovo vojsko), z nichž nejvýraznější je motiv Šárčin. Podobně jako v dalších Fibichových operách je zde bezchybná a výrazná deklamace českého textu, která se pohybuje plynule od recitativního „sprechgesangu“ po rozmáchlé melodie lyrických arios. Titulní role je psána pro typicky wagnerovský dramatický soprán, jaký v té době na scéně Národního divadla ztělesňovala Růžena Maturová. Zatímco Nevěsta messinská je z Fibichova díla nejbližší Hostinského interpretaci Wagnera a byla ve své době považována za „nejcizejší“, vlastnímu Wagnerovu konceptu „priority dramatické hudby“ se nejvíce přibližuje právě Šárka a lze říci, že právě ona je nejwagnerovštější Fibichovu operou, ačkoli dobová kritika i Anežka Schulzová tvrdily opak.
V dramatické stavbě se však Šárka prohřešuje proto většině wagnerovských zásad a naopak využívá postupů velké opery, a to jak uzavřená čísla (Ctiradova píseň ve 2. jednání, Šárčina árie ve 3. jednání), tak zejména mohutné sbory a ansámbly, obřady oběti za mrtvou Libuši v 1. dějství a modlitba k Moraně při mučení Ctirada ve 3. dějství. Závěrečná scéna s bouří, zjevením Šárčiných družek zahubených ranami mužů a její sebevraždou patří mezi nejspektakulárnější v české opeře. V jiných ohledech však je Fibich originální a překonává wagnerovsko-smetanovské i velkooperní dědictví. Typické je v tomto ohledu bohatství zkratkovitých motivů, jež jsou zde vzájemně propojeny pomocí monotematismu, tj. nové melodie často vznikají variací melodie předchozí, jakož i metodou kontrastu a gradace. Důsledná organizace hudebního materiálu vede v důsledku až k atonalitě (scéna Šárčina odsouzení Vlastou).
Podobně jako v ostatních Fibichových skladbách z 90. let 19. století lze některé motivy v původní formě nalézt v klavírním cyklu Nálady, dojmy a upomínky: tak Přemyslovo téma se ozývá v Náladě č. 219, Ctiradovy motivy se objevují v Dojmu č. 295 a Upomínce č. 352. Tato vazba však není tak úzká jako o předcházejících dvou oper „lyrické trilogie“, spíše lze pozorovat obecnou souvztažnost mezi melodikou Šárky a III. řady Nálad. Na Fibicha výjimečně se objevuje citace písně Proč, kalino, v struze stojíš Ctiradem ve 2. dějství. Tento nápěv pochází ze sbírky 36 nápěvů světských písní českého lidu ze XVI. století sestavené Otakarem Hostinským a v opeře slouží nejen k navození archaické atmosféry, ale i jako poklona tomuto Fibichovu příteli.
Těžištěm opery je rozsáhlý, dramatický a bohatě strukturovaný a gradovaný milostný duet Šárky a Ctirada zabírající většinu 2. dějství. Je považován za „jednu z nejkrásnějších milostných scén české operní tvorby“, jeden z „nejerotičtějších v české operní tvorbě“, ba i za „jeden z nejkrásnějších aktů celé české i světové operní literatury“. Na jeho jedinečnosti se podílí nejen vášnivá milostná lyrika, ale současně též podmanivě vykreslená atmosféra lesa, který byl Fibichovým milovaným a hudebně často zachyceným prostředím.
Šárka byla svými autory zamýšlena a kritikou i divadly dlouho považována za „lidovou operu“. Vývoj hudebnědivadelní a praxe a výchovy však způsobil, že v současnosti je ve všech hlasových oborech nouze o dramatické „wagnerovské“ hlasy, jaké tato opera vyžaduje. Rovněž inscenování děje odehrávajícího se v mytické době je v současném divadle obtížným úkolem pro režiséry i scénografy.

## Inscenační historie opery

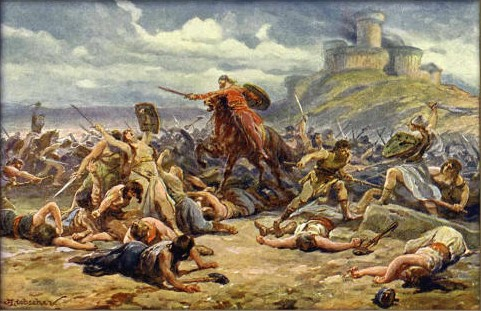
Dívčí válka. Obraz Adolfa Liebschera

Šárka měla ze všech Fibichových oper u českého obecenstva největší úspěch. V Národním divadle se stala nadlouho repertoárovou operou, další nastudování se datují z let 1903, 1905, 1910, 1917, 1925, 1938, 1943, 1945, 1950, 1956 (83 repríz) a naposledy 1971. Poslední Šárka v Národním divadle zazněla 30. června 1979.
Ještě za skladatelova života byla 2. prosince 1898 uvedena v premiéře v brněnském českém divadle, jako první Fibichova opera na této scéně. Její osudy zde byly podobné jako v Praze: další inscenace měly premiéru v letech 1900, 1904, 1907, 1913, 1917, 1921, 1931, 1934, 1938, 1948, 1950 a naposledy 1970. Na třetí české profesionální scéně té doby, v Městském divadle v Plzni, byla poprvé uvedena roku 1902. V (Moravské) Ostravě byla uvedena poprvé roku 1920 a poté v letech 1934, 1943, 1950, a 1956, v Olomouci poprvé roku 1921.
I v dalších českých divadlech byla hrávána v meziválečné době, ale i v poválečné pravidelně až do 60. let (vedle výše zmíněných inscenací po roce 1945: Liberec 1946, Opava a Plzeň 1947, Ústí nad Labem 1948 a 1950, Plzeň 1954, Opava 1955, Ústí nad Labem 1957, Olomouc 1964, Plzeň a Liberec 1965, České Budějovice 1966). Po inscenaci libereckého Divadla F. X. Šaldy roku 1980 nastala dlouhou dobu mezera.
Dosud poslední Šárku na českém jevišti uvedli režisér Jiří Pokorný, dirigent Petr Kofroň a scénograf Jan Štěpánek v Divadle J. K. Tyla v Plzni roku 2000 (premiéra 29. ledna, derniéra 29. listopadu), pod záštitou UNESCO jako jedinou fibichovskou operní inscenaci k 150. výročí narození a 100. výročí úmrtí skladatele. Vzbudila u části obecenstva značný odpor kvůli přesazení děje do 20. století a údajné drastičnosti režijního zpracování poslední scény. V době první republiky ji rovněž často uvádělo Slovenské národní divadlo (premiéra 10. března 1920, další nastudování 1921, 1924, 1925, 1931). Jedinou poválečnou inscenaci Šárky na Slovensku uvedlo Státní divadlo v Košicích roku 1955.
Oproti tomu za hranice Šárka pronikala obtížněji. Fibich na ni upozornil Gustava Mahlera a doufal v její provedení ve Vídni, k tomu však nedošlo.
V poměrně nedávné době (1996) byla Fibichova nejznámější opera velmi úspěšně uvedena na Operním festivalu ve Wexfordu (Irsko). V roce 1998 byla koncertně předvedena ve Vídni s Evou Urbanovou v titulní roli; záznam tohoto koncertu je dostupný na CD.
V náročné titulní úloze se představily všechny významné české sopranistky od první představitelky Růženy Maturové přes Emu Destinnovou, Marii Podvalovou až naposledy po Evu Urbanovou.

## Osoby a první obsazení
| osoba                                                                                      | hlasový obor | premiéra (12.2.1896) |
| ------------------------------------------------------------------------------------------ | ------------ | -------------------- |
| kníže Přemysl                                                                              | baryton      | Václav Viktorin      |
| Ctirad                                                                                     | tenor        | Bohumil Pták         |
| Vitoraz, žrec                                                                              | bas          | Václav Kliment       |
| Vlasta                                                                                     | mezzosoprán  | Anna Kettnerová      |
| Šárka                                                                                      | soprán       | Růžena Maturová      |
| Libina                                                                                     | soprán       | Karla Fabiánová      |
| Svatava                                                                                    | soprán       | Vilemína Hájková     |
| Mlada                                                                                      | soprán       | Marie Kodetová       |
| Radka                                                                                      | mezzosoprán  | Anna Olivová         |
| Častava                                                                                    | alt          | Růžena Vykoukalová   |
| Hosta                                                                                      | alt          | Anna Kuršová         |
| Kmeti, leši, vladykové, žreci, děvy, zajaté ženy                                           |              |                      |
| Dirigent: Adolf Čech, režisér: Adolf Krössing, scéna: Robert Holzer, kostýmy: Mikoláš Aleš |              |                      |

## Děj opery

### 1. dějství
(Obětní háj blíže Vyšehradu, rozbřesk) Na schodech obětiště sedí Vlasta a vzpomíná na zemřelou Libuši (árie Stínové vy duší zemřelých). Tam ji nachází divoká bojovnice Šárka, která právě skolila dravce a klade ho na obětní oltář. Vyčítá Vlastě nečinnost nyní, kdy je ženám po Libušině smrti upírán podíl na veřejném životě (arioso Zaduněly rány pádné v štít). Nejvíce proti ženám pohrdavými úsměšky i rozhodujícím vlivem na Přemysla brojí vladyka Ctirad. Scházejí se i další děvy ve skleslé náladě a vzpomínají na Libušiny časy. Šárka je ale burcuje k odporu (Hoj, vy děvy malé mysli!) a Vlasta se k ní připojuje. Brzy má na obětiště dorazit Přemysl s družinou. Děvy mu přednesou ještě jednou svou žádost, jinak se zvednou k odporu (sbor se sóly Slyšte, věční, prosby hlas).
Na místo obřadu v pomalém procesí přicházejí kněží, kníže Přemysl a jeho bojovníci v čele se Ctiradem. Na oltář jsou kladeny žertvy. Přemysl všechny vítá k oběti a vroucí árií vzpomíná na Libuši (Přízeň bohů všem!… Větve dvě, hle, úzce spolu). Poté kněz Vitoraz vede obětní rituál ke Svarohovi (modlitba žreců Bože věčný, vládce světla, tmy). Když v této modlitbě muži vyjadřují svůj svatý nárok na vládu, Šárka se neudrží, vtrhne mezi ně a žertvu rozmetá. Muži pro ni požadují smrt za bezbožnost a nastává potyčka mezi muži a ženami. Ctirad Přemyslovi na Šárce dokládá nespolehlivost a nezodpovědnost žen.
Situaci se podaří uklidnit a Vlasta knížeti důstojně tlumočí stesky žen (árie Jako blahý ohlas doby zašlé). Připomíná mu, že za vlády Libuše – jejíž ztráty tak tklivě želí – měly ženy plnou účast na vládě, vojenství, soudnictví i náboženství. Přemysl však má jasno: žena má právo na mužovu úctu a lásku, ale nic více. Kníže je ochoten na důkaz dobré vůle upustit od potrestání Šárky, ta se však tímto blahosklonným přístupem cítí uražena. Vyzývá kteréhokoli z mužů – nejlépe Ctirada – na souboj. Ale Ctirad se jí vysměje: nehodlá „sílu měřit v půtce směšné s ženou“. Rozlícená Šárka se na něj vrhá se zbraní, ale Vlasta ji zadrží: nechť rozhodnou zbraně v pravidelném boji.

### 2. dějství

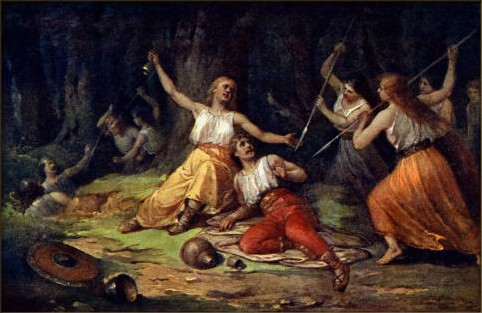
Šárka a Ctirad, obraz Josefa Mathausera

(Hustý divoký les pod Děvínem, soumrak) Na mýtinu přichází část žen vedená Vlastou v plné zbroji (sbor Hejá! Hejá!). Vracejí se z vítězného boje – Zbislav s celým rodem i čeledí byli pobiti, ale i řady děv prořídly. I další družina děv vedená Radkou hlásí úspěch: podařilo se jim vypálit a vyvraždit celou dědinu „krutého nepřítele děv“ lecha Poleje, jehož hlavu přinášejí. Ve třetí skupině přivádějí Libina a Svatava houf zajatých žen: na svatbě Ctiradova přítele Sobka se zmocnily nevěsty a ostatních žen a odvádějí je na Děvín.
Od poslední skupiny se Šárka dozví, že se Ctirad vydal ihned svého druha pomstít, a to s takovým spěchem, že zanechal družinu za sebou a blíží se sám. Šárka žádá Vlastu, aby se s ním mohla utkat. Vlasta ji varuje před použitím lsti, ale svoluje. Šárka má svůj plán: nechá se přivázat k velikému dubu. Ostatní děvy se schovají a vyrazí na znamení rohu, který jí nechají po boku. Nejprve ji však musí ujistit, že je krásná a že jí Ctirad nemůže odolat (scéna Šárky a sboru děv Jako temný stín tu zášť se plíží!… Krásná! Krásná jsi!).
Připoutaná Šárka osamí na mýtině zalité světlem zapadajícího slunce (árie Vše ticho kolem, Les jen šumí). Vzpomíná na své šťastné dětství a na dávný sen o štěstí, který se marně snaží potlačit pěstováním bojovné nenávisti ke Ctiradovi. Blíží se Ctirad zpívaje si (píseň Měsíc bílý v doubravinu). Je překvapen, že nalézá spoutanou půvabnou Šárku. Ta předstírá, že ji zmučily Vlastiny děvy, když se zastávala zajatých žen, a od Ctirada – svého dávného nepřítele – očekává jen smrt. Ale Ctirad jí místo toho nabízí svou záštitu (árie Ano, nenáviděl jsem). Osvobozená Šárka je pohnuta jeho šlechetným chováním a stejně jako u Ctirada se její dřívější nenávist proměňuje v dosud potlačovanou lásku (milostný duet Ach, ty jsi slunce mé). Šárka mu prozrazuje zamýšlenou lest a prosí jej, aby uprchl, ale sebevědomý a bojechtivý Ctirad sám zatroubí na roh a přivolá tak ukryté děvy. Ač se jim postaví s mečem, bojovnice jej hladce přemohou a byly by jej na místě zahubily, kdyby jej Šárka nevzala pod ochranu jako svého osobního zajatce.

### 3. dějství
(Pusté kamenité údolí mezi skalami) Šárka unikla a nyní přivádí Přemyslovo vojsko k Děvínu. Její jedinou myšlenkou je zachránit Ctiradův život. Ale Přemysl i jeho mužové jsou k jejímu úmyslu podezřívaví. Když jim Šárka ukazuje Ctiradův meč, domnívají se, že vladyka je mrtev, a kníže vydává Šárku své družině k potrestání. Ale ta přísahá, že Ctirad je dosud naživu a že jej chce zachránit, a na důkaz svých slov se bodne do ramene (scéna přísahy Slyš, věčná obloho, z níž střely smrtící). Přemysl jí uvěří. Na Šárčin pokyn se jeho bojovníci skryjí.
Děvy s Vlastou v čele přivádějí Ctirada na mučení a smrt (Ctiradova árie Jen sporých chvílí zákmit prchavý… Já nelekám se, smrti chladná). Děvy chystají oběť bohyni Moraně (sbor Morano svatá! Morano hrozná!). Do cesty se jim staví Šárka; prosí Vlastu o milost a volný odchod pro sebe i Ctirada (arioso Viz, tak slabá jsem, že v prosbě ruce spínám). Děvy jsou však neoblomné – budiž tedy se Ctiradem souzena i ona. Nato dá Šárka signál Přemyslovu vojsku, které brzy děvy vytlačí směrem k Děvínu.
Zůstávají sami jen Ctirad a Šárka. Vladyka jí děkuje za záchranu, ujišťuje ji o své lásce a chce ji odvést. Boj mezitím končí pobitím žen. Šárku tíží dvojí zrada. Zjeví se jí přízraky mrtvých družek stoupajících k nebesům, které ji zvou k sobě a věští, že by na zemi nikdy nedošla pokoje. Ctiradovy pokusy Šárku uchlácholit a zadržet jsou marné. Nešťastná dívka se vrhá se skály a připojuje k mrtvým družkám; Ctirad zůstává sám (scéna Šárky, Ctirada a ženského sboru Mé to dílo!… Ty duše mrtvých).

## Nahrávky
- 1950 Československý rozhlas (rekonstruováno 2009). Zpívají (Přemysl) Václav Bednář, (Ctirad) Beno Blachut , (Vitoraz) Ladislav Mráz, (Šárka) Marie Podvalová, (Vlasta) Marta Krásová, (Libina) Milada Jirásková, (Svatava) Miloslava Fidlerová, (Mlada) Jaroslava Vymazalová, (Radka) Julie Temníková, (Hosta) Jaroslava Dobrá, (Častava) Milada Čadikovičová. Pěvecký sbor a symfonický orchestr Čs. rozhlasu v Praze řídí Alois Klíma. CD vydáno 2009, Společnost Beno Blachuta, AAD/SBB 006-09-02[41]
- 1953 Supraphon. Zpívají (Přemysl) Václav Bednář, (Ctirad) Lubomír Havlák, (Vitoraz) Jaroslav Veverka, (Šárka) Marie Podvalová, (Vlasta) Marta Krásová, (Libina) Milada Šubrtová, (Svatava) Miloslava Fidlerová, (Mlada) Jaroslava Vymazalová, (Radka) Ludmila Hanzalíková / Zdenka Hrnčířová, (Hosta) Marie Zalabáková, (Častava) Jaroslava Dobrá. Sbor a orchestr Národního divadla v Praze řídí Zdeněk Chalabala. CD vydáno 2010, SU 3983-2
- 1970 (rozhlasová nahrávka, rekonstruováno 1998). Zpívají (Přemysl) Jindřich Jindrák, (Ctirad) Oldřich Spisar, (Vitoraz) Eduard Haken, (Šárka) Alena Míková, (Vlasta) Marie Mrázová, (Libina) Helena Tattermuschová, (Svatava) Marcela Machotková, (Mlada) Drahomíra Tikalová, (Radka) Libuše Márová, (Hosta) Růžena Radová, (Častava) Ludmila Hanzalíková. Sbor a orchestr Národního divadla v Praze řídí Jaroslav Krombholc.[42]
- 1978 Supraphon. Zpívají (Přemysl) Václav Zítek, (Ctirad) Vilém Přibyl, (Vitoraz) Josef Klán, (Šárka) Eva Děpoltová, (Vlasta) Eva Randová, (Libina) Jaroslava Janská, (Svatava) Božena Effenberková, (Mlada) Jitka Pavlová, (Radka) Anna Barová, (Hosta) Věra Bakalová, (Častava) Daniela Suryová. Sbor opery Státního divadla v Brně a Státní filharmonii Brno řídí Jan Štych. CD vydáno 1995, SU 0036-2 612
- 1998 Orfeo. Zpívají (Přemysl) Dalibor Jenis, (Ctirad) Janez Lotrič, (Vitoraz) Vladimír Kubovčík, (Šárka) Eva Urbanová, (Vlasta) Iva Kirilová, (Libina) Simona Šaturová, (Svatava) Adriana Kohútková, (Mlada) Claudia Dernerová, (Radka) Hannah Esther Minutillo, (Hosta) Marta Beňačková, (Častava) Adriana Hlasová. Radio-Symphonieorchester Wien řídí Sylvain Cambreling.